# 티에라 데 에스페란사
《티에라 데 에스페란사》(스페인어: Tierra de esperanza)는 2023년 방영된 멕시코의 텔레노벨라이다.